# NGC 4476
NGC 4476 (również PGC 41255 lub UGC 7637) – galaktyka soczewkowata (E-S0), znajdująca się w gwiazdozbiorze Panny. Została odkryta 12 kwietnia 1784 roku przez Williama Herschela. Galaktyka ta należy do gromady w Pannie.